# Niambia pallida
Niambia pallida är en kräftdjursart som beskrevs av Gustav Budde-Lund 1909. Niambia pallida ingår i släktet Niambia och familjen myrbogråsuggor. Inga underarter finns listade i Catalogue of Life.